# Emery Clarence Leonard
Emery Clarence Leonard, född den 9 januari 1892 i Champaign County, Illinois, död 1968, var en amerikansk botaniker främst känd för sitt arbete med akantusväxter och Haitis flora.
Auktorsnamnet Leonard kan användas för Emery Clarence Leonard i samband med ett vetenskapligt namn inom botaniken; se Wikipediaartiklar som länkar till auktorsnamnet.